# Los del Río
Los del Río és el nom d'un duo musical espanyol format per Antonio Romero Monge i Rafael Ruiz Perdigones. El conjunt s'ha caracteritzat pel seu estil ballable de flamenc pop i rumba flamenca, encara que han incursionat sovint en motius més puristes de la música andalusa, com les sevillanes.
La seva consagració comercial es va donar amb l'èxit Macarena, en 1993, el qual va ser un enorme èxit internacional.

## Història
Antonio i Rafael es van unir l'any 1962, quan tenien 14 anys, per a presentar-se al programa Ronda del domingo, a Cadena Ser Sevilla.
Era la primera vegada que es presentaven en públic i van sorprendre a tota l'audiència pels seus grans dots artístics.
Després d'oferir diverses actuacions en radi i en directe es va interessar per ells un dels representants més importants de l'època, Antonio Pulpón, que representava a algun dels millors cantaors de flamenc i que els va aconseguir el seu primer contracte a la sala de festes El Guajiro, de Sevilla, on van compartir escenari amb els més grans del flamenc.
En el primer contracte, de sis mesos de durada, cobraven unes 300 pessetes diàries, 100 per a cadascun i 100 per a pagar el taxi que els portava de tornada als seus domicilis a Dos Hermanas.
Des de 1963, a través del seu representant Antonio Pulpón, Los del Río actuaven en les millors casetes de la Fira de Sevilla i per totes les fires d'Andalusia, així com en tota festa de societat important que se celebrés.
Per l'any 1965 van aconseguir la seva primera aparició en Televisió Espanyola participant al programa Primer Aplauso, presentat per Joaquín Prat. El 1966 gravaren el seu primer disc amb Columbia de quatre cançons gravat al Teatre Lope de Vega de Sevilla.
Aquest mateix any van debutar a Madrid, en el tablao flamenc més popular de l'època, Las Brujas, i van passejar les seves cançons per algunes de les millors sales de la capital, com El corral de la moreria i Los canasteros, entre d'altres, on omplien diàriament i tenien sempre un gran èxit.
En 1967 són fitxats pel segell Hispavox, i graven el seu primer long play, Luces de Sevilla, a més de nous EP (Mejores 1967 i Villancicos populares).
En 1969 van viatjar a Mèxic, contractats com a part del cos d'acompanyament d'Encarna Peña, “La Contrahecha”, per a actuar a la sala El Dorado de l'Hotel Camino Real de Ciutat de Mèxic, on van tenir un gran èxit.
Al seu retorn a Espanya els va contractar Lola Flores per a actuar a la seva sala Caripén de Madrid, amb Felipe Campuzano com a pianista, acompanyant-la i cantant ells sols també.
Aquest mateix any Rafael havia de fer el servei militar a Infanteria de Marina per un període de 18 mesos. Antonio es queda sol i es veu obligat a cobrir la seva absència contractant altres guitarristes, amb un gran esforç per la seva part per no interrompre la seva carrera en l'absència de Rafael, ja que no paraven de sol·licitar la seva presència a les grans festes, així com a El Rocío, on acudien personalitats importants de tot Espanya per a gaudir del Camí cantant i ballant amb les seves cançons.
En tornar Rafael el 1971 editaren el segon àlbum, De Triana al Rocío con Los del Río, amb el nou segell Discophon, al que seguí Rumbas y sevillanas, de 1972.
En 1973, de la maà del Marquès de Cubas, van entrar en el millor ambient de societat de Madrid i actuaven en els principals esdeveniments socials, així com en les millors discoteques.
En una d'aquestes grans festes van conèixer Emilio Azcárraga i Miguel Alemán, directius del canal de TV mexicà Televisa, ajudant-los a aconseguir gran popularitat i a actuar en els programes més importants d'aquesta cadena, així com en moltes actuacions en directe. El mateix els va passar a Veneçuela amb Gustavo Cisneros, del grup Venevisión, qui els va oferir el seu suport incondicional per a triomfar en aquest país.
En una gran festa de societat celebrada a l'hotel Alfonso XIII de Sevilla van poder conèixer al Rei Joan Carles, quan encara era Príncep d'Espanya, que els acabaria portant al Palau de la Zarzuela per a cantar davant la seva presència.
A través de la seva participació ales festes de societat a les qui assistia la Família Reial i altres per a les quals eren sol·licitats per la Casa Reial, van conèixer al rei Hussein I de Jordània, qui després d'escoltar-los els porta en múltiples ocasions a les seves celebracions en el seu palau d'Amman o al palau d'estiu d'Al Aqaba.
Al llarg de la seva carrera han col·laborat i gravat amb un gran nombre d'artistes del panorama espanyol, com Lola Flores, Julio Iglesias, Montserrat Caballé, Rocío Jurado o Isabel Pantoja, entre d'altres.
Amb motiu de l'Exposició Universal de Sevilla (1992), van gravar la cançó "Sevilla tiene un color especial", que es va convertir en l'himne oficiós de l'esdeveniment i va tenir una gran repercussió.

### Èxit mundial
Però el seu major èxit arribaria a partir de 1993, any en què van publicar el seu àlbum A mí me gusta, que incloïa el hit single “Macarena”.
Aquest tema es va convertir en tot un fenomen social que no sols acabaria traspassant davanteres, sinó que batria tots els rècords imaginables, tant de vendes, com d'audició, premis, llistes, etc.
Com a mostra, la seva cançó va arribar a ocupar 14 setmanes seguides el primer lloc de la Billboard, la llista de vendes americana més prestigiosa del món.
Un rècord que només ha estat superat en la història per una cançó de Mariah Carey.
“Macarena” també va ser acollida en significatius esdeveniments mundials: la va utilitzar Bill Clinton en la seva campanya a la presidència dels Estats Units, Pedro Rosselló en la seva campanya a la governació de Puerto Rico i va ser usada en algunes de les competicions esportives més importants, com el Super Bowl, els Jocs Olímpics d'Atlanta 1996 o la final de la NBA, etc.
Als Estats Units el fenomen de la cançó va ser tal que fins a l'alcalde de Nova York va proclamar el dia 14 de febrer com a "Dia de Macarena" a la ciutat. Va ser en 1997 quan ho va celebrar amb Los del Río i els va condecorar amb el fermall d'or de la Gran Poma.

## Anècdotes
Al llarg de la seva carrera, Antonio i Rafael han tingut l'oportunitat de conèixer a personalitats tan importants i emblemàtiques com la Mare Teresa de Calcuta, amb la qual van coincidir quan els va rebre el Papa Joan Pau II, a qui van cantar nadales a la sala de recepcions del Palau Apostòlic Vaticà, un lloc on ningú havia cantat mai. En els anys 60 sempre actuaven en la festa de primavera que se celebrava a la Casa de Pilatos de Sevilla, on van coincidir un any amb Jacqueline Kennedy, primera dama dels Estats Units, convidada per Carmen Polo, la dona del dictador espanyol.
Durant una altra gran festa a Sevilla, van conèixer a l'Emperador de Etiòpia Haile Selassie qui, en agraïment al seu bon fer, els va obsequiar amb dues monedes d'or amb l'efígie de l'Emperador.

## Discografia

### Àlbums
| 1993                                                      | A mí me gusta         | —  | 20 | 6 |
| 1994                                                      | Calentito             | —  | —  | — |
| 1995                                                      | Macarena Non Stop     | 41 | 1  | 1 |
| 1996                                                      | Colores               | —  | —  | — |
| 1997                                                      | Fiesta Macarena       | —  | —  | — |
| 1999                                                      | Baila                 | —  | —  | — |
| 2003                                                      | Río de sevillanas     | —  | —  | — |
| 2004                                                      | P'alante              | —  | —  | — |
| 2008                                                      | Quinceañera Macarena  | —  | —  | — |
| 2011                                                      | Retrato a Sevilla     | —  | —  | — |
| 2012                                                      | Vámonos que nos vamos | —  | —  | — |
| "—" denota versions que no es van representar a la taula. |                       |    |    |   |

### Senzills
| Any                                                                                  | Senzill                                 | Posició més alta | Posició més alta | Posició més alta | Posició més alta | Posició més alta | Posició més alta | Certificats (Vendes) | Àlbum                |
| Any                                                                                  | Senzill                                 | AUS              | UK               | US               | US Adult         | US Latin         | US Pop           | Certificats (Vendes) | Àlbum                |
| ------------------------------------------------------------------------------------ | --------------------------------------- | ---------------- | ---------------- | ---------------- | ---------------- | ---------------- | ---------------- | -------------------- | -------------------- |
| 1995                                                                                 | "Macarena"                              | —                | —                | 23               | —                | 12               | —                |                      | A mí me gusta        |
| 1995                                                                                 | "Macarena" (Bayside Boys Mix)           | 1                | 2                | 1                | 19               | 1                | 5                | - US: 4× Platinum    | Fiesta Macarena      |
| 1996                                                                                 | "Macarena Christmas"                    | 5                | —                | 57               | —                | —                | —                |                      | Cançons sense àlbum  |
| 1999                                                                                 | "Baila Baila"                           | —                | —                | —                | —                | —                | —                |                      | Cançons sense àlbum  |
| 2008                                                                                 | "Macarena (The Art of Sound Group Mix)" | —                | —                | —                | —                | —                | —                |                      | Quinceañera Macarena |
| 2009                                                                                 | "Mi Gitana" (featuring The D.E.Y.)      | —                | —                | —                | —                | —                | —                |                      | Quinceañera Macarena |
| "—" denota versions que no van entrar a la taula o no van ser editats a aquest país. |                                         |                  |                  |                  |                  |                  |                  |                      |                      |